# Henrika Ringbom
Henrika Sofia Ringbom, född 20 oktober 1962 i Helsingfors, är en finlandssvensk författare, översättare och journalist, dotter till Lars-Peter Ringbom.
Ringbom var verksam som journalist  vid tidningen Ny Tid och redaktör för kulturtidskriften Klo innan hon 1988 publicerade sin första diktsamling. Sedan dess har hon utgivit flera diktsamlingar och två romaner samt varit redaktör för flera samlingar av finlandssvensk poesi. Hon har även översatt finsk poesi till svenska.
Hon har prisats för sitt författarskap av Längmanska kulturfonden och flerfaldigt av Svenska litteratursällskapet i Finland. Diktsamlingen Öar i ett hav som strömmar blev nominerad till Runebergspriset 2014.

## Priser och utmärkelser
- 1999 – Längmanska kulturfonden
- 2015 – Årets översättning[4]
- 2017 – Karl Vennbergs pris
- 2021 – Sigtunastiftelsens författarstipendium

## Verk

### Diktsamlingar
- Båge, 1988
- Det jag har, 1990
- Det finns ingen annanstans, 1994
- Den vita vinthunden, 2001
- Öar i ett hav som strömmar, 2013
- En röst finns bara när någon hör den, 2020

### Romaner
- Martina Dagers längtan, 1998
- Sonjas berättelse, 2005

### Antologier
- Rudan, vanten och gangstern: Essäer om samtida finlandssvensk litteratur, 1995
- Leva skrivande: Finlandssvenska författare samtalar, 1998
- Men det var hennes kläder: Nedslag i den samtida svenskspråkiga kvinnolitteraturen, 2002
- Elden leende, 2016
- Av ljuset för ljuset : brev från en lycklig tid, 2022

### Översättningar (urval)
- Douglas Adams och John Lloyd: Varför finns Vetil? (engelska: The Meaning of Liff) (tillsammans med Peter Mickwitz och Mårten Westö), 1999
- Markku Paasonen: Sånger om sjunkna städer, 2006
- Mirkka Rekola: En gynnsam plats för hjärtat, 2011